# ベン・イロハ
ベン・イロハ（Benedict Iroha、1969年11月29日 - ）は、ナイジェリアの元サッカー選手。元ナイジェリア代表。ポジションはディフェンダー。

## 来歴
1990年にナイジェリア代表デビュー。アフリカネイションズカップ1994では準決勝で得点をあげ、チームも優勝した。1994 FIFAワールドカップ、1998 FIFAワールドカップにも出場、ともにベスト16となった。ナイジェリア代表で37試合に出場、1得点をあげた。

## 代表歴

### 出場大会
- ナイジェリア代表
  - 1994 FIFAワールドカップ
  - 1998 FIFAワールドカップ

### 試合数
- 国際Aマッチ 37試合 1得点（1990年-1998年）[1]

| ナイジェリア代表 | 国際Aマッチ | 国際Aマッチ |
| 年               | 出場        | 得点        |
| ---------------- | ----------- | ----------- |
| 1990             | 3           | 0           |
| 1991             | 5           | 0           |
| 1992             | 3           | 0           |
| 1993             | 5           | 0           |
| 1994             | 10          | 1           |
| 1995             | 6           | 0           |
| 1996             | 2           | 0           |
| 1997             | 1           | 0           |
| 1998             | 2           | 0           |
| 通算             | 37          | 1           |